# Ilia Fibiger
Ilia Marie Fibiger (født 5. oktober 1817 i Garnisons Sogn, København, død 10. juni 1867 i Johannes Døbers Sogn, København) var en dansk filantrop, forfatter og sygeplejerske.

## Livsforløb
Ilia Fibiger var datter af kaptajn, senere oberst Adolph Fibiger og hustru Margrethe C. Nielsen Aasen. Forældrene blev separeret i 1837 og skilt i 1843 og Ilia Fibiger boede hos moren fra 1837. Da moren døde efter flere års svækkelse i 1844, kom Fibiger hos en tante hvor hun uddannede sig ved selvstudium for i 1847 at blive lærerinde på Ljørslev præstegård på Mors. Efter halvandet år kom hun tilbage til København hvor hun levede fattigt af at undervise i håndarbejde og syning. I perioder boede hun på værelse med sin lillesøster Mathilde Fibiger.
Under koleraepidemien i København 1853 var hun frivillig på fattighospitalet Almindelig Hospital, og det førte at hun blev ansat som Danmarks første sygeplerske på hospitalet fra 1854 til 1860.
Hun forlod stillingen på Almindelig Hospital i 1860 og flyttede Lægeforeningens Boliger (nu kaldet Brumleby) på Østerbro hvor hun tog piger i pleje. De fleste af pigerne var "uægte" børn fra Fødsels- og Plejestiftelsen. Hun havde håbet at hun kunne leve af indtægterne fra sit forfatterskab, men hun blev afhængig af hjælp fra sin nationalliberale bekendtskabskreds. Hun fik hjælp af især Henriette og Edvard Collin, ligesom hun med Orla Lehmanns støtte to gange fik statslig forfatterstøtte. Hun adopterede seks af sine plejebørn i 1866. Hun døde nedslidt i 1867 i en alder af 49 år.
Fibiger blev ikke gift. Hun havde en ugengældt forelskelse i søofficeren Osvald Marstrand. Hans død i Slaget i Egernførde Fjord satte sig spor i hendes liv og senere forfatterskab.

## Forfatterskab
Fibiger begyndte at skrive i 1850 og debuterede som forfatter i 1857. Hun skrev skuespil, digte, eventyr, børnebøger og romaner. Alle hendes bøger blev udgivet anonymt. Hun havde et ambivalent forhold til at skrive idet hun anså det som ufeminint at være forfatter. Hun og hendes brødre var modstandere af deres søster Mathilde Fibigers offentlige fremtræden efter debutromanen Clara Raphael.
Ilia Fibigers hovedværk er guvernateromanen Magdalene fra 1862. Komedien Modsætninger (udgivet i 1862) blev opført fem gange på Det Kongelige Teater i 1860. Vilhelm Møller udgav hendes digte i 1867 efter hendes død.

## Eftermæle
Pastor Georg Schepelern oprettede i 1872 børnehjemmet Ilias Minde til hendes minde. Børnehjemmet kom i 1894 under Diakonissestiftelsen.
Margrethe Fibiger udgav i 1894 bogen Et Kvindeliv. Ilia Fibiger.